# Ediacara Conservation Park
Ediacara Conservation Park är en park i Australien. Den ligger i delstaten South Australia, omkring 460 kilometer norr om delstatshuvudstaden Adelaide. Ediacara Conservation Park ligger 146 meter över havet.
Trakten runt Ediacara Conservation Park är nära nog obefolkad, med mindre än två invånare per kvadratkilometer.. Det finns inga samhällen i närheten. 
Omgivningarna runt Ediacara Conservation Park är i huvudsak ett öppet busklandskap. Genomsnittlig årsnederbörd är 260 millimeter. Den regnigaste månaden är februari, med i genomsnitt 90 mm nederbörd, och den torraste är oktober, med 3 mm nederbörd.